# Приморская Петербург-Сестрорецкая железная дорога
Приморская Петербург-Сестрорецкая железная дорога — частная железная дорога стандартной шириной колеи на северо-западе Российской империи, построенная в 1871—1900 годы. Соединяла Петербург с курортами, расположенными на северном побережье Финского залива в пределах России. В настоящее время в составе Октябрьской железной дороги, часть Санкт-Петербургского железнодорожного узла.

## История

### 1871—1886 годы. Сестрорецкая железная дорога.

#### Белоостров — Сестрорецк
По окончании в 1870 году строительства железной дороги Петербург — Рийхимяки стала актуальной необходимость подключения к железнодорожной сети Сестрорецкого оружейного завода. По заказу Военного министерства было сооружено ответвление от станции Белоостров до Сестрорецка, движение по которому открылось 2 ноября 1871 года. Путь начинался за железнодорожным мостом через реку Сестру и шел вдоль неё, не пересекая, до Сестрорецка.

#### Сестрорецк — гавань Миллера
Первый год эксплуатации показал убыточность дороги. Предполагалось законсервировать линию. Этого не произошло благодаря предложению, поступившему от Морица фон Дезена и Михаила Ивановича Миллера, по которому Сестрорецкая ветвь приобреталась у Финляндской железной дороги с последующей организацией пассажирского сообщения. Планировалось также строительство новой морской пристани в 3 верстах от Сестрорецка, на берегу Сестрорецкой губы, а также дополнительной ветви к Тарховской косе, где существовала пристань.
В январе 1873 года было учреждено «Общество Сестрорецкой железной дороги», которое вступило во владение ветвью 19 апреля 1875 года. Подвижной состав был арендован у Финляндской железной дороги. В гавани, получившей название «Гавань Миллера», из валунов была отсыпана 50-метровая дамба, по которой проложили железнодорожную ветку к причалу. До дамбы путь проходил по самому пляжу. На этой ветке инженер Ф. А. Пироцкий в 1876 году проводил опыты с электричеством.
На линии действовало четыре пары пассажирских поездов. Объём заводских перевозок оказался очень невелик из-за конфликтной тарифной политики со стороны Финляндской железной дороги. Возведённая пристань бездействовала. Большинство из намеченных планов так и не было осуществлено. В середине 1880-х годов Общество Сестрорецкой железной дороги окончательно разорилось, и с 1 января 1886 года дорога была закрыта для движения.

### 1889—1919 годы. Приморская Сестрорецкая железная дорога.
В конце 1889 года было создано «Акционерное общество Приморской Петербурго-Сестрорецкой железной дороги», председателем правления которого стал П. А. Авенариус. Изначально предполагалось построить конно-железную дорогу между Санкт-Петербургом и Сестрорецком. 11 февраля 1892 года были утверждены новые условия постройки и эксплуатации Приморской железной дороги, согласно которым была разрешена эксплуатация железной дороги с возможным применением паровой тяги, с установленным сроком строительства в 3 года.
На момент открытия полная длина железной дороги составляла 36 км. Максимальный продольный уклон пути на железной дороге был 25 ‰, наименьший радиус кривых в поворотах — 107 м, имелось 9 станции и остановочных пунктов. 

#### Озерковская линия
23 июля 1893 года была открыта Озерковская линия дороги: из Санкт-Петербурга (Новая Деревня) через Комендантское поле, Коломяги до Озерков (6 км).

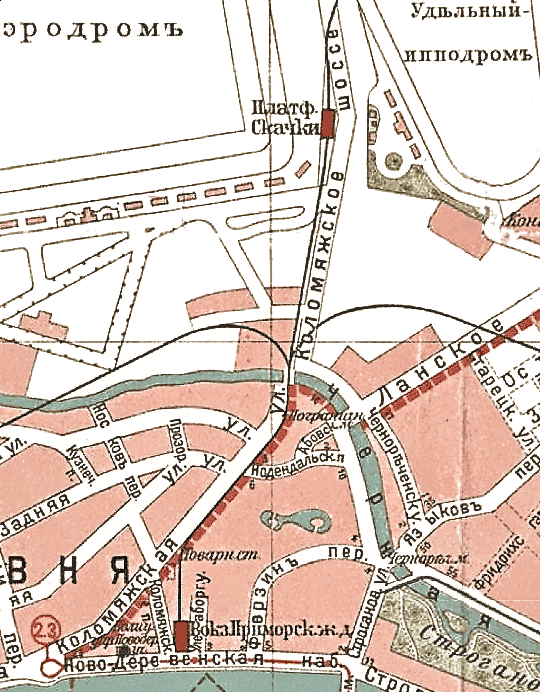
Схема расположения Новодеревенского вокзала
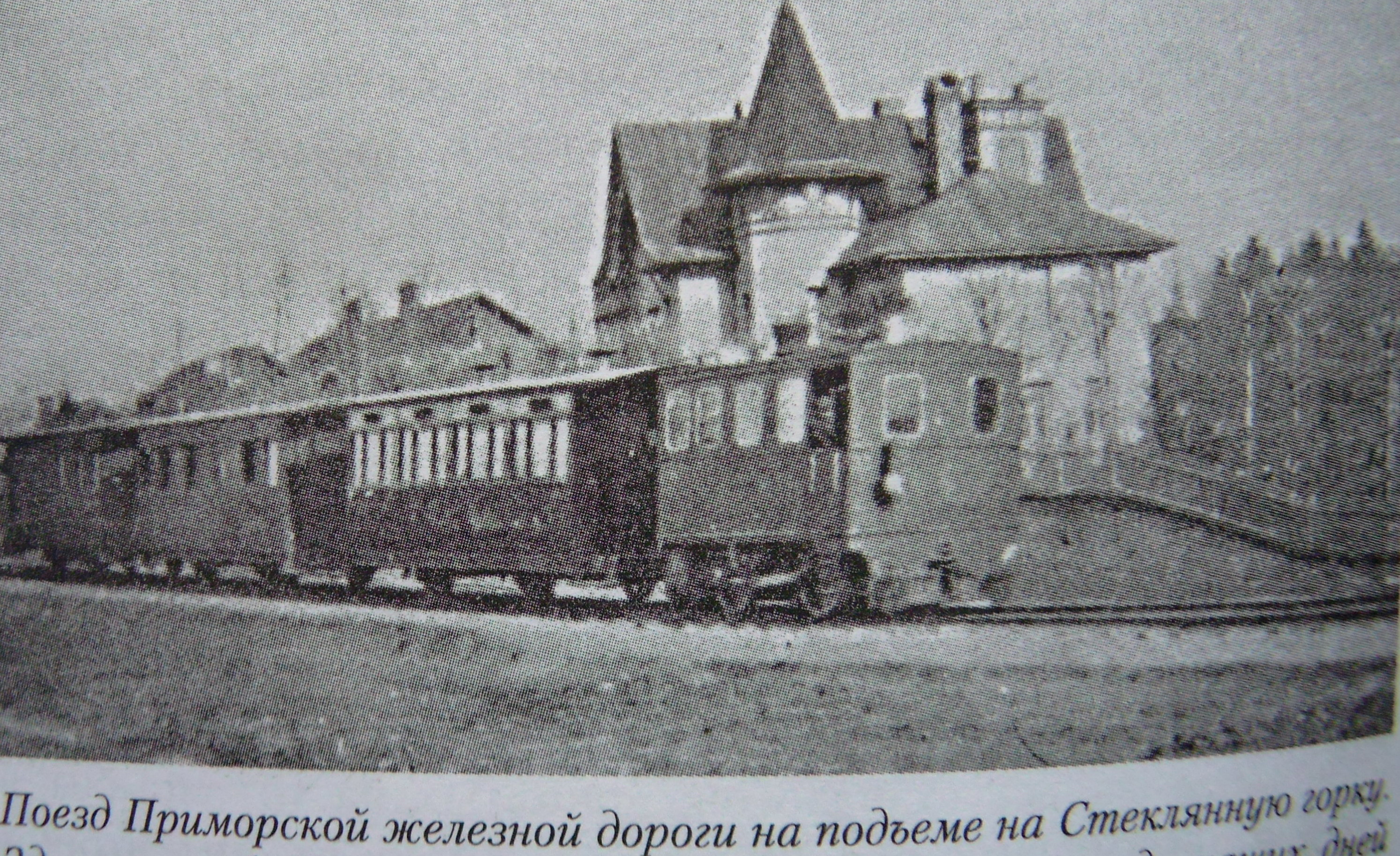
Поезд Приморской ж.д. у Стеклянной горы
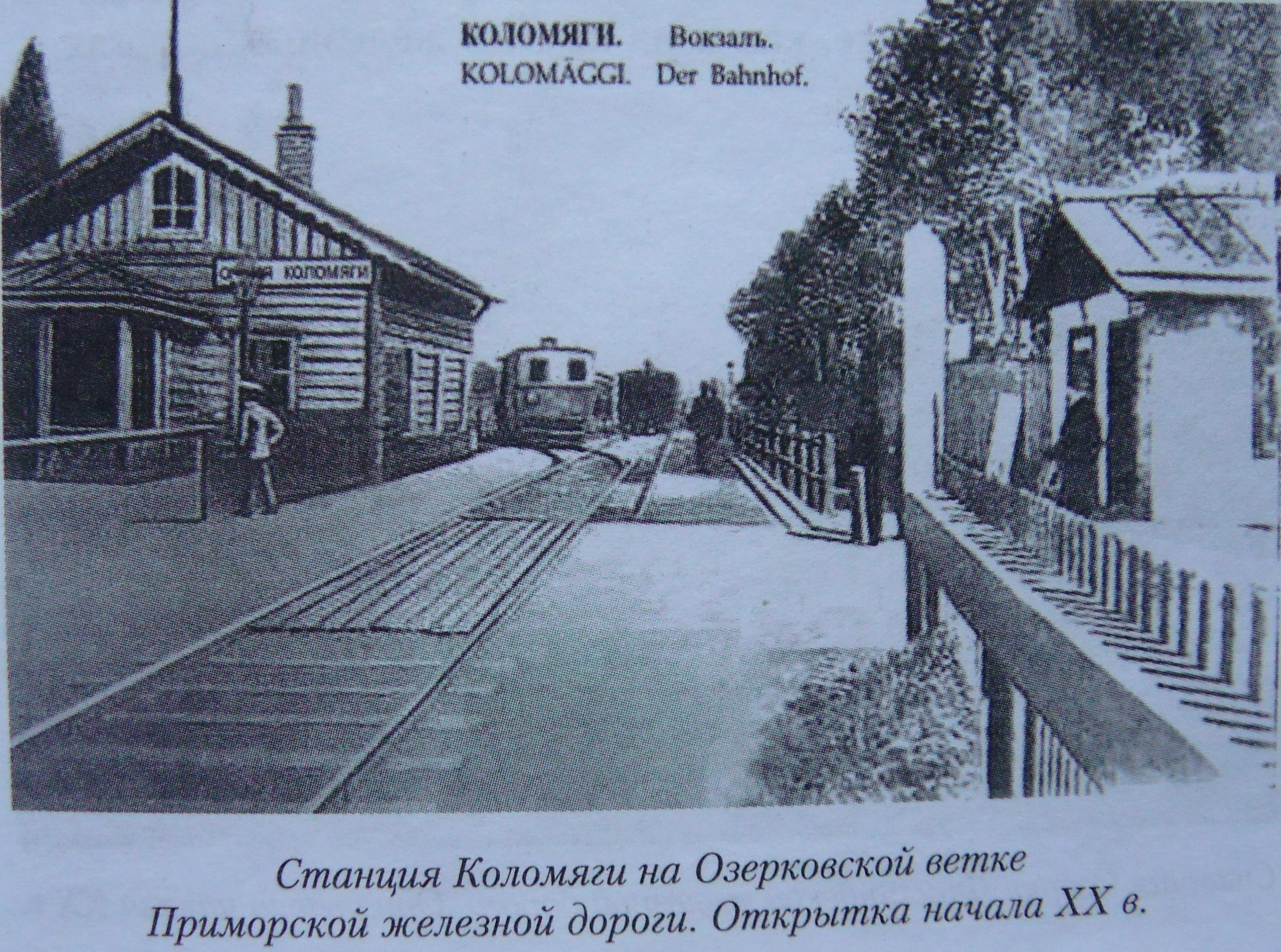
Станция Коломяги в начале 20 века
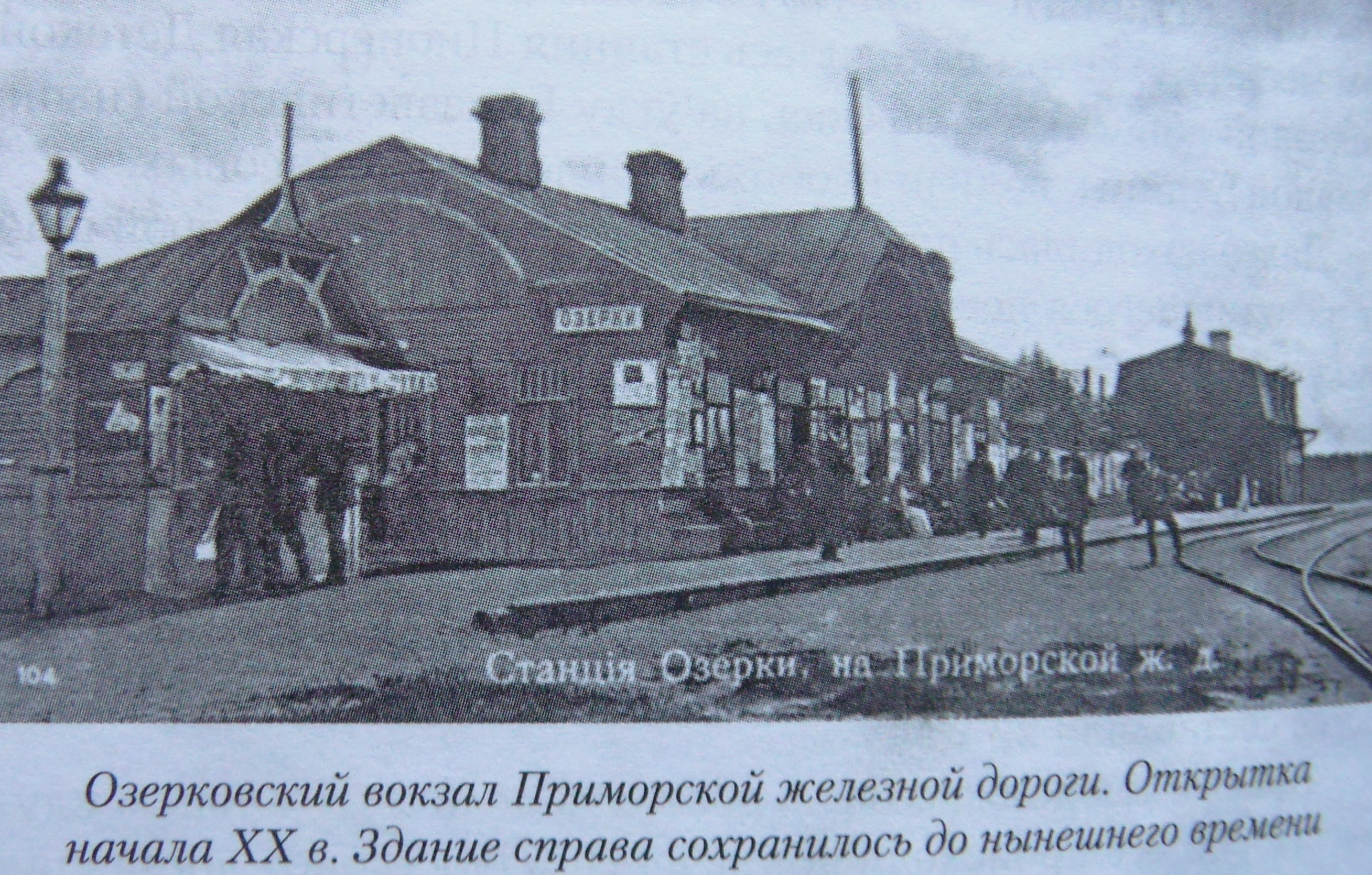
Станция Озерки Приморской ж.д. в начале 20 века
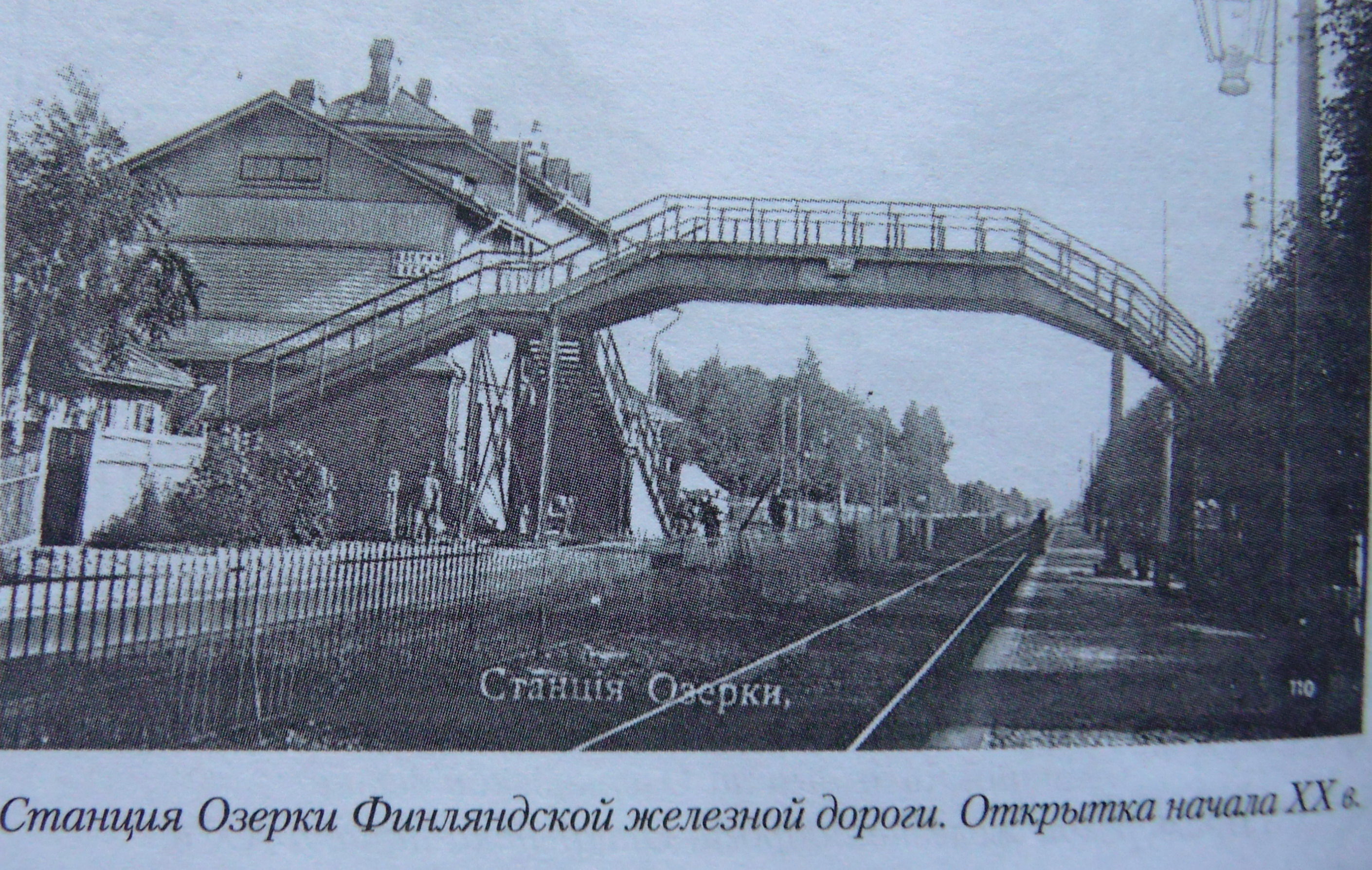
Станция Озерки Финл. ж.д. в начале 20 века

#### Сестрорецкая линия

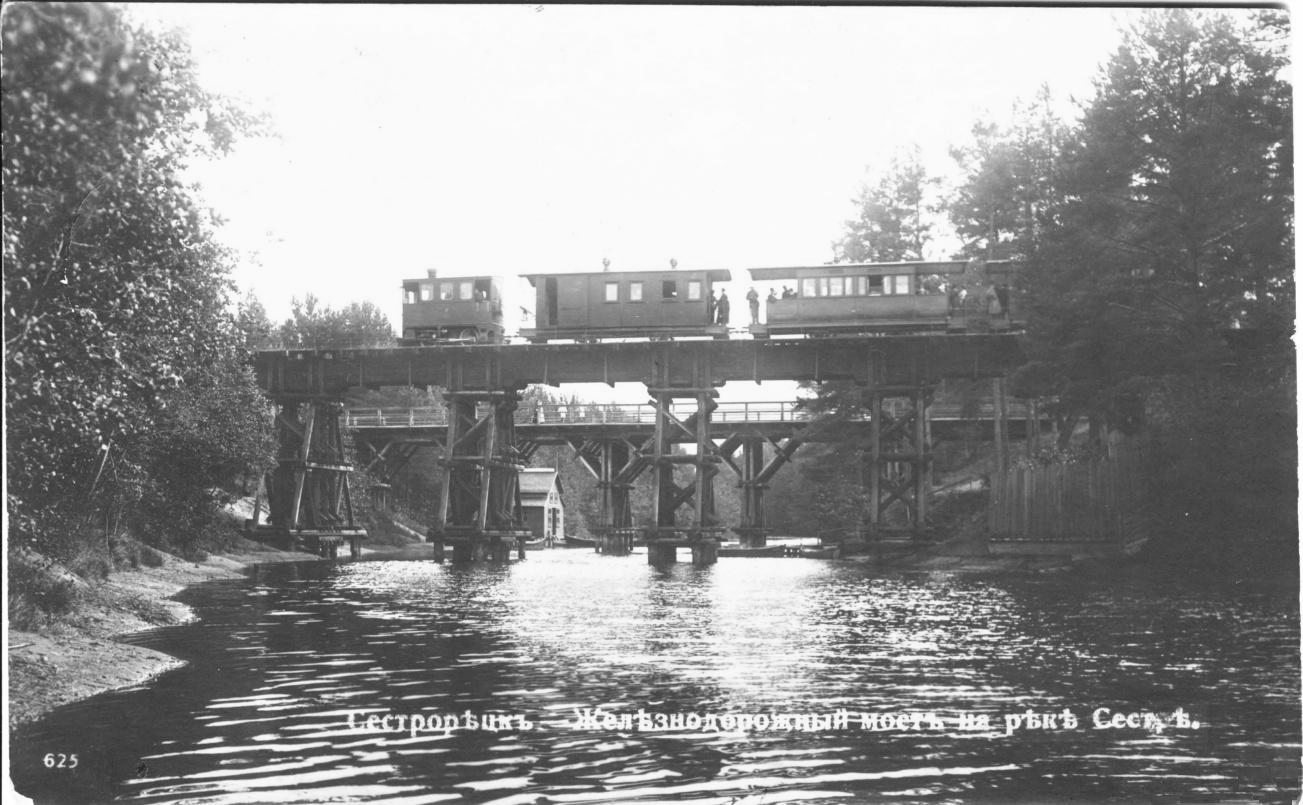
Поезд на мосту через р. Сестру в Сестрорецке. Начало XX века

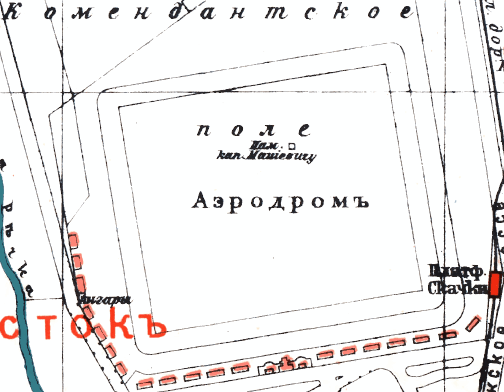
Станция Скачки между Комендантским аэродромом и Удельным ипподромом (за правым срезом карты)

12 июля 1894 года вступил в действие участок от Петербурга до Лахты. Особенностью этого отрезка дороги был возведённый через Лахтинский разлив 200-метровый свайный мост, располагавшийся параллельно Лахтинской дамбе, по которой шла сухопутная дорога. В октябре 1894 года было открыто пассажирское сообщение от Лахты до Горской и небольшое ответвление длиной 3 км от Раздельной до Лисьего Носа на морском побережье, где была пристань. 26 ноября 1894 года закончилась постройка участка от Горской до Сестрорецка.
Приморская железная дорога была окупаемой, но для дальнейшего развития Общество выпускало облигации 5-процентного займа с погашением купонов два раза в год. Для повышения доходности проекта П. А. Авенариус обратился к правительству с просьбой предоставить земли в окрестностях столицы для устройства Курорта (прежде всего, вблизи Сестрорецка). Для этого были выделены 64 десятины земли в устье реки Сестры на берегу Финского залива. В 1900 году из Сестрорецка проложили ветку до узловой станции Курорт.
В конце XIX века началась застройка правого берега реки Сестры в районе Ржавой канавы. На участке было построено много дач различных благотворительных организаций. В 1903 году у станции Курорт был возведён сначала гужевой, а затем рядом — железнодорожный мост. Через него в сторону русско-финляндской границы была проложена новая ветка с конечным пунктом на станции Дюны.
В продолжение железной дороги на линии Сестрорецк — Кронштадт и Лисий Нос — Кронштадт ходили пароходы «Сестрорецк» и «Лисий Нос», принадлежавшие Приморской железной дороге.

#### План переноса вокзала Приморской железной дороги. Товарная линия

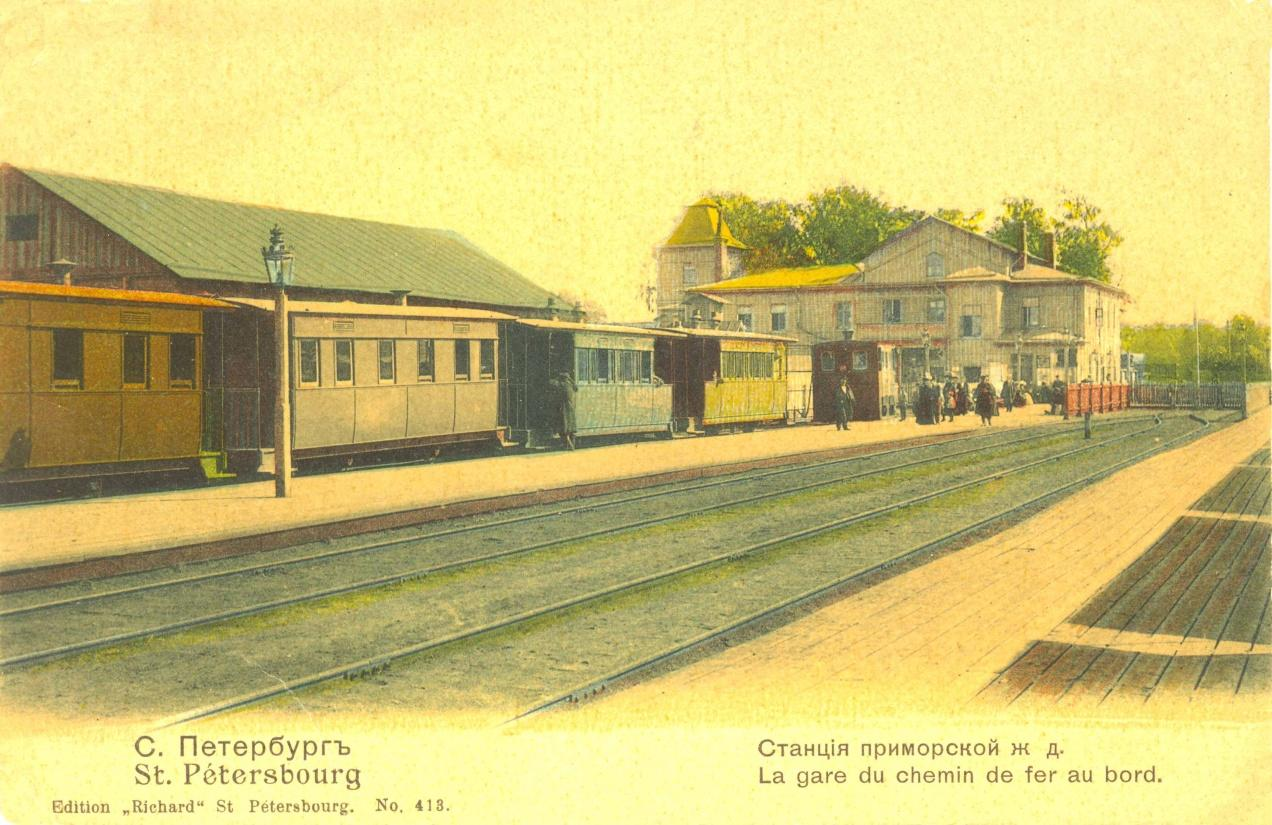
Вокзал Приморской железной дороги (Новая деревня)

Неудобство расположения Новодеревенского вокзала на окраине столицы становилось всё более очевидным. В 1898 году правление Общества обратилось в Министерство путей сообщения с ходатайством о разрешении продлить дорогу в черте города до Нижегородской улицы (ныне улица Академика Лебедева). 28 мая 1899 года было получено разрешение на строительство линии от Коломяжского шоссе (ныне Коломяжский проспект) до станции на углу Большого Сампсониевского проспекта и Самарской (ныне Боткинской) улицы. Продолжение дело имело уже в 1903 году. Тогда планировалось разместить новый вокзал Приморской железной дороги около Литейного моста напротив Финляндского вокзала. Планы удалось осуществить лишь наполовину. Верхнее строение пути довели до угла Флюгова переулка (ныне Кантемировская улица) и Большого Сампсониевского проспекта. Открытие движения по новому городскому участку до Флюгова поста состоялось в апреле 1904 года.
Строительство и эксплуатация Курорта не принесло ожидаемой выгоды. Правлением Общества был разработан проект перехода дороги на электрическую тягу с реконструкцией загородной трассы по типу городских электрических железных дорог (схожим проектом была Оранэла). Для осуществления этого проекта один за другим были выпущены пять облигационных займов. Но вырученные средства не были применены. В начале 1910-х годов Общество прекратило выплату дивидендов по акциям и процентов по облигациям. Оно было признано несостоятельным, а железная дорога взята в администрацию под надзор казны. С этого времени положение Приморской железной дороги начало постепенно улучшаться. Эксплуатация её стала приносить доход.

#### Заводская линия

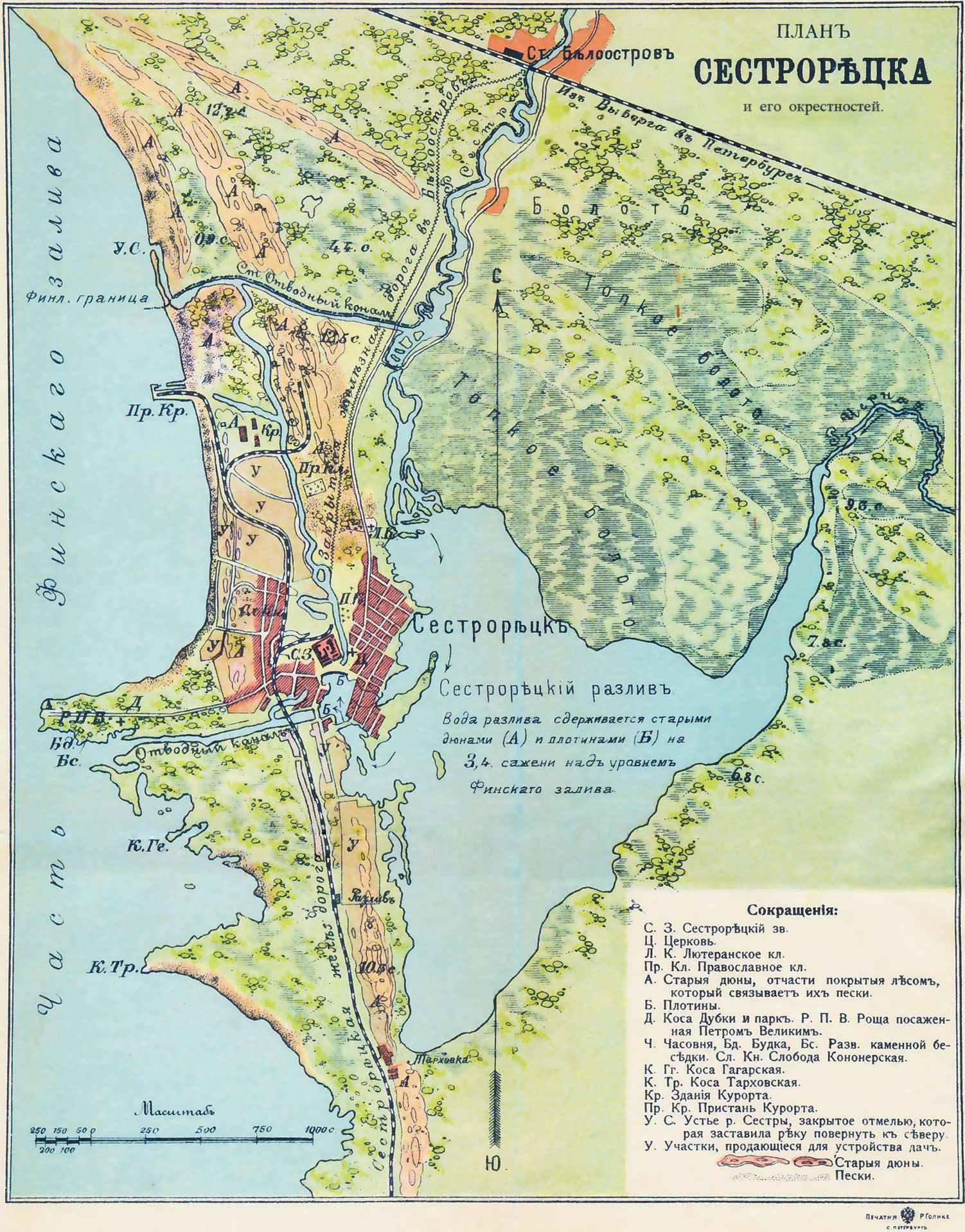
Железные дороги в Сестрорецке

С началом Первой мировой войны Сестрорецкий завод, как крупнейшее оружейное предприятие, было необходимо связать прямой транспортной связи с сетью российских железных дорог. Поскольку частные железные дороги не имели стыковочных узлов с государственными, то для доставки Сестрорецкому заводу топлива, металла и заготовок в 1915 году на станции Озерки была устроена соединительная линия. Для обеспечения завода удобной транспортной связью было начато строительство государственной железной дороги («заводской») от Белоострова. Была перестроена линия 1871 года, а также возведен через реку Сестру железнодорожный мост. В эксплуатацию эта ветка была сдана в мае 1916 года.
В 1918 году Приморская Петроград-Сестрорецкая железная дорога была национализирована и грузы на завод стали доставляться по ней.

### Подвижной состав
На Приморской железной дороге к эксплуатации допускались паровозы только городского типа (танк-паровозы с осевой формулой 0-2-0). В 1893 году для эксплуатации на железной дороге Коломенским заводом было построено 5 таких паровозов типа № 45 с номерами от 1 до 5. Особенностью строившихся локомотивов была установка пароконденсаторов на крыше, при помощи которых отработавший пар охлаждался естественным потоком воздуха. Благодаря этим теплообменникам, по замыслу проектировщиков, увеличивался пробег паровоза без дополнительной дозаправки его водой. 
В 1894 году Коломенский завод построил для Приморской дороги ещё 5 паровозов (№ 6-10). К 1895 году общество Приморской Санкт-Петербурго-Сестрорецкой железной дороги располагало 10 паровозами, 31 пассажирским, 10 багажными и 26 товарными вагонами. № 11-16 получили локомотивы, произведённые в 1896 году на заводе «Motala» в Швеции. К 1899 году с эксплуатации были сняты паровозы № 6-10, и их заменили 4 локомотива завода «Motala», произведённые в 1898 году, с присвоением номеров: № 7-10, а работающий паровоз № 16 был перенумерован в № 6. В 1903 году Путиловский завод поставил для Приморской железной дороги паровозы № 16 и 17. Два года спустя сюда прибыли после эксплуатации на Кругобайкальской железной дороге № 18, 19 и 20. В 1913 году — № 21 и 22. Последними паровозами этого типа, работавшими на линиях Петербурго-Сестрорецкой железной дороги, были № 23, 24 и 25.
| Год                             | 1898 | 1906 | 1908 | 1913 |
| ------------------------------- | ---- | ---- | ---- | ---- |
| Паровозов                       | 15   | 20   | 20   | 20   |
| Пассажирских вагонов            | 63   | 74   | 74   | 84   |
| Грузовых вагонов                | 51   | 65   | 65   | 84   |
| Перевезено пассажиров, млн чел. | 1,21 | 1,55 | 1,70 | 2,72 |
| Перевезено грузов, тыс. т       | 23,0 | 37,0 | 50,2 | 44,9 |

### После 1919 года
В 1919 году Приморская Сестрорецкая железная дорога вошла в состав Николаевской (ныне Октябрьской) железной дороги. В связи с провозглашением независимости Финляндии, мосты через пограничные реки были взорваны. Территория Сестрорецкого Курорта вошла в пограничную зону. Движение по Сестрорецкой ветке было предельно ограничено. Ныне на месте линии Курорт — Дюны сохранилась лесная просека, проходящая от санатория «Детские Дюны» до русла Ржавой канавы.
В начале 1920-х годов Озерковская линия сначала стала производственной, а затем начались работы по её разборке (наполовину выполненные к 1927 году). На Сестрорецкой ветке частично были ликвидированы разъезды, сняты вторые пути на большинстве станций и на перегоне Сестрорецк — Курорт. Рабочие танк-паровозы бывшей Приморской железной дороги постепенно переводились на трамвайные рельсы Ленинграда, где использовались для подвоза материалов к строящимся линиям, а также для пассажирских перевозок на участках, где контактная сеть ещё не была проведена.

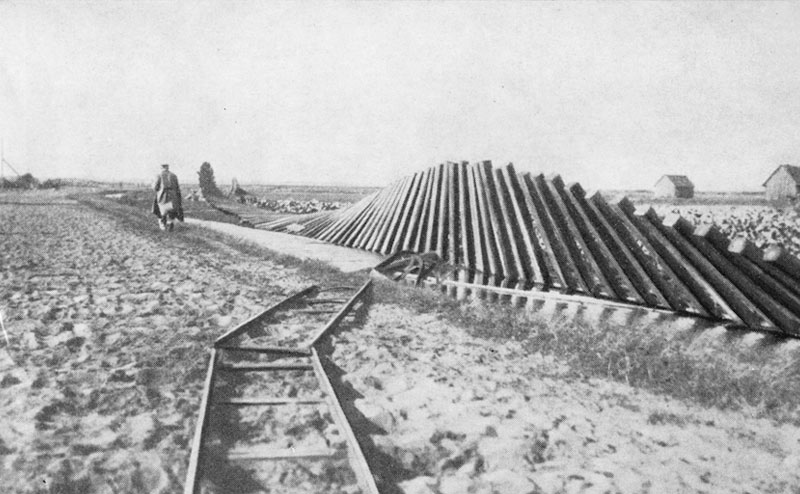
Пути Приморской железной дороги в районе Лахты после наводнения 1924 года

23 сентября 1924 года в результате наводнения железнодорожное полотно у станции Новая Деревня, а также на перегоне Новая Деревня — Лахта было залито водой. Лахтинская дамба, защищающая полотно, была сильно повреждена, а свайный мост через Лахтинский разлив — полностью разрушен. 
В 1926 году вокзал на Новой Деревне был ликвидирован, ветка от угла Флюгова переулка и Большого Сампсониевского проспекта доведена до Финляндской линии, и поезда на Сестрорецк стали отправляться с Финляндского вокзала. Также был построен соединительный путь от станции Курорт до Белоострова. Примерно к этому же времени закончились ремонтные работы и в Лахте. Таким образом получилась круговая Сестрорецкая ветка Октябрьской железной дороги. Движение поездов по Сестрорецкой кольцевой линии началось в июле 1925 года.
В 1933 году, с сооружением прямого хода на станцию Ланская, была начата разборка бывшей Товарной линии. К 1938 году сохранилась только её часть от Новой Деревни до современной Торжковской улицы, а также нижнее строение пути далее до района современного дома № 11 по Белоостровской улице.
В 1941—1943 года Сестрорецкая линия использовалась для перегона бронепоезда, который совершал ночные рейды в сторону Белоострова для обстрела позиций противника. В конце 1943 года железнодорожное сообщение с Сестрорецком было вновь открыто.
В 1948 году Озерковская ветка была переоборудована под Малую Октябрьскую детскую железную дорогу. Железная дорога в Сестрорецк была реконструирована. В 1952 году её электрифицировали и 1 июня в Сестрорецк пошли первые электропоезда.

## Линии и станции
| Название      | Тип станции | Современное состояние                      |
| ------------- | ----------- | ------------------------------------------ |
| Новая Деревня | станция     | ликвидирована                              |
| Узловая       | станция     | переименована в Новую Деревню, действующая |

### Сестрорецкая линия
| Название        | Тип станции        | Современное состояние                                   |
| --------------- | ------------------ | ------------------------------------------------------- |
| Вторая верста   | разъезд            | ликвидирован                                            |
| Дамба           | разъезд            | ликвидирован, на его месте находится платформа Яхтенная |
| Лахта           | станция            | действующая                                             |
| Ольгино         | остановочный пункт | действующий                                             |
| 13-я верста     | разъезд            | ликвидирован                                            |
| Морская         | остановочный пункт | ликвидирована в 2018 году                               |
| Раздельная      | станция            | действующая, переименована в Лисий Нос                  |
| Лисий Нос       | станция            | ликвидирована                                           |
| Каупилова       | остановочный пункт | ликвидирован                                            |
| Горская         | остановочный пункт | действующий                                             |
| Александровская | остановочный пункт | действующий                                             |
| Тарховка        | остановочный пункт | действующий                                             |
| Разлив          | остановочный пункт | действующий                                             |
| Сестрорецк      | станция            | действующая                                             |
| Ермоловская     | остановочный пункт | ликвидирована                                           |
| Курорт          | остановочный пункт | действующий                                             |
| Школьная        | остановочный пункт | ликвидирован                                            |
| Дюны            | станция            | ликвидирована                                           |

### Озерковская линия
| Название    | Тип станции        | Современное состояние                                                 |
| ----------- | ------------------ | --------------------------------------------------------------------- |
| Скачки      | остановочный пункт | ликвидирован                                                          |
| Коломяжская | остановочный пункт | ликвидирован                                                          |
| Графская    | остановочный пункт | ликвидирован, приблизительно на его месте находится станция Юный МОЖД |
| Садки       | остановочный пункт | ликвидирован                                                          |
| Озерки      | станция            | ликвидирована, на её месте находится станция Озёрная МОЖД             |

### Товарная линия
| Название      | Тип станции        | Современное состояние |
| ------------- | ------------------ | --------------------- |
| Сердобольская | остановочный пункт | ликвидирован          |
| Флюгов пост   | остановочный пункт | ликвидирован          |